# Banu Jurhum
I Banū Jurhum (in arabo ﺑﻨﻮ ﺟﺮﻣﻢ‎?) sono stati una tribù operante nella Penisola arabica in età preislamica, e più specificamente nella regione del Hijaz e a Mecca.

## Origine
La tradizione - registrata in età islamica -, fa risalire la loro origine a un'imprecisata epoca remota e collega il gruppo al Patriarca Ismāʿīl che, per la Bibbia e per lo stesso Corano, viene indicato come il progenitore degli Arabi, in quanto frutto dell'unione tra il Patriarca Ibrāhīm e la sua schiava Hāgar.
Allontanata da Abramo/Ibrāhīm nel deserto arabo, Hāgar si poté tuttavia riunire più tardi, secondo il Corano, al padre del loro figlio, Ismaele/Ismāʿīl e insieme i due dettero tra l'altro avvio alla costruzione della Kaʿba, mentre Ismaele/Ismāʿīl sposava la figlia del capo della tribù locale dei Jurhum, diventando signore del Ḥijāz e di Mecca.
Si vuole che la dominazione della sua discendenza (detta "ismaelita") finisse nel momento in cui nell'area giunsero i Banū Khuzāʿa, una branca della più estesa tribù araba degli Azd, che si fusero in parte con essi, finendo però col cacciarli dalle loro terre. 